# باد كرويتسنآخ (اتحاد إداري)
اِتِّحاد بَاد كرُويتسٌنَآخ (بالأَلمانِيَّة: Verbandsgemeinden Bad Kreuznach) هُو اِتِّحاد إِدارِي أَلمانِيَّ في مِنطَقَة بَاد كرُويتسٌنَآخ التَّابِعة لِمُحافظة كُوبلنز في وِلاَية رَآينٌ لَاند - بفَآلز في جُمهُوريَّة أَلمَانيَا الاِتّحاديّة. ويضُمُّ اِتِّحاد بَاد كرُويتسٌنَآخ ثلَاثُ عشرةٌ بَلدة بمِساحة تُقَدَّر بحَوالَي 73 كم².

## بلدَات اِتِّحاد بَاد كرُويتسٌنَآخ
يضُمُّ اِتِّحاد بَاد كرُويتسٌنَآخ ثلَاثُ عشرةٌ بَلدة بمِساحة تُقَدَّر بحَوالَي 73 كم². وهي كالتَّالي:
| اِسم البلدَة             | ٱلِٱسم بالأَلمانِيَّة                | عَدد السُكَّان | المِساحَة (كم²) |
| ---------------------- | ------------------------------- | ---------- | ------------- |
| بَلْدَة آلتنٌبَامبِيرغٌ       | Gemeinde Altenbamberg           | 742        | 8             |
| بَلْدَة بِيبلِسهَآيمٌّ         | Gemeinde Biebelsheim            | 616        | 3             |
| بَلْدَة فَآيلِبِينٌغِرتِ        | Gemeinde Feilbingert            | 1٬549      | 10            |
| بَلْدَة فرَآي - لَآُوبِرسهَآيمٌّ | Gemeinde Frei - Laubersheim     | 1٬034      | 10            |
| بَلْدَة فُورفِيلِد           | Gemeinde Fürfeld                | 1٬563      | 13            |
| بَلْدَة هَاكِنٌهَآيمٌّ          | Gemeinde Hackenheim             | 2٬070      | 4             |
| بَلْدَة هَآلغٌارتِنٌ          | Gemeinde Hallgarten             | 754        | 3             |
| بَلْدَة هُوششَتَاتِنٌ          | Gemeinde Hochstätten            | 754        | 5             |
| بَلْدَة نُوي - بَامبِيرغٌ     | Gemeinde Neu - Bamberg          | 939        | 5             |
| بَلْدَة بفَافِّنٌ - شڤَابِنٌهَآيمٌّ | Gemeinde Pfaffen - Schwabenheim | 1٬324      | 5             |
| بَلْدَة بلَآيتِرسهَآيمٌّ       | Gemeinde Pleitersheim           | 317        | 2             |
| بَلْدَة تِيفِنٌتَآل           | Gemeinde Tiefenthal             | 126        | 1             |
| بَلْدَة ڤُولِكسهَآيمٌّ         | Gemeinde Volxheim               | 1٬145      | 5             |

## وُصلات خارجيّة
- صفحة اِتِّحاد بَاد كرُويتسٌنَآخ الرّسميّة (باللُّغَةُ الألمانِيّة).

## مَراجع
1. ↑  "معلومات عن باد كرويتسنآخ (اتحاد إداري) على موقع d-nb.info". d-nb.info. مؤرشف من الأصل في 2019-12-13.
2. ↑  "معلومات عن باد كرويتسنآخ (اتحاد إداري) على موقع viaf.org". viaf.org. مؤرشف من الأصل في 2016-09-22.